# Ethische datief
De ethische datief (Latijn: dativus ethicus) is een bijzondere vorm van het indirect object. De spreker drukt door middel van dit zinsdeel een zekere betrokkenheid uit bij hetgeen in de rest van de zin wordt genoemd. 
In het Nederlands doen vooral de onbeklemtoonde persoonlijke voornaamwoorden me en je dienst als ethische datief. Wanneer deze vormen als ethische datief worden gebruikt, kunnen ze niet zoals gewoonlijk worden vervangen door de "volle" vormen mij en jij.
In de zin Dat is me wat! is me de ethische datief.
In verschillende varianten van het Nedersaksisch komt de ethische datief veelvuldig voor. Een Twents voorbeeld is 'Ik hebbe my den band lek' (ik heb een lekke band). Een ander voorbeeld is het nummer 'Ik haal mij 'n hond op' van de Drentse zanger Daniël Lohues.